# ジャガー・XF
ジャガー・XF（英:Jaguar XF ）はイギリスの自動車メーカー、ジャガーにより製造・販売されるEセグメントセダン型乗用車である。

## 概要
2007年9月に行われたフランクフルトモーターショーで初公開され、同年秋には2009年モデルとして欧州市場での販売が開始された。販売面ではSタイプの後継車とされているが、デザインは2007年1月に発表されたコンセプトカーの「C-XF」をベースとしており、デザインの大幅な路線変更が行われている。
開発はイギリス コヴェントリーのジャガー開発センターで行われ、製造は同国バーミンガムの先進生産センターで行われる。

## コンセプトカー

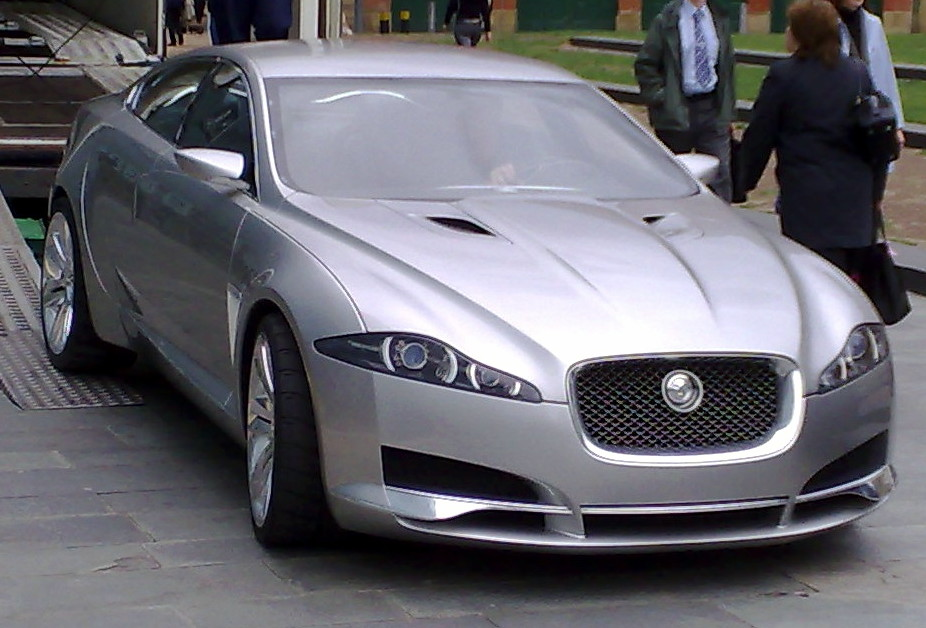
C-XF

2007年1月に行われた北米国際オートショーでは、市販を前提としたXFのプロトタイプコンセプトカー、「C-XF」が発表された。最高出力426PS、最大トルク50.9kgf・mの4.2L スーパーチャージャー付V型8気筒エンジンが搭載され、6速ATが組み合わせられた。
デザインは同社のXKも手掛けたイアン・カラムらにより行われた。クーペ風のデザインがとられており、全席バケットシートの独立4座レイアウトとなっている。スポーティな外観を採用しながら、Sタイプ比でトランクルームや後席ヘッドルームの拡大を行うなどして、当時のジャガーよりも万人受けするモデルとすることが狙われた。エクステリアデザインは後に発売されるXFのベースとなっているが、一方でインテリアデザインについては実験的なもので、斬新なデザインがとられており、ダイヤル式シフトレバーなど一部は市販版にも採用された。
デザインの大幅な変革が行われているものの、一方でフロントグリルは初代XJを、ボンネットはEタイプを、リアピラー周辺はXKをそれぞれモチーフとしており、またジャガー伝統の丸目4灯前照灯を採用するなど、歴代ジャガーのエッセンスが随所に取り入れられている。

## 初代

### メカニズム
当初、ガソリンエンジンにはV型6気筒 3L NAのFB型、V型8気筒4.2L NAのHB型、および同4.2L スーパーチャージャー付の1B型の3種類がラインアップされた。また、ディーゼルエンジンとしてV型6気筒2.7L AJ-V6D型ツインターボエンジンも用意されるが、ガソリン、ディーゼルともSタイプからのキャリーオーバーである。
2009年3月より販売が開始された2010年モデルからは、V8エンジンがジャガーの完全独自開発となる直噴 5L NAの508PN型および同スーパーチャージャー付の508PS型エンジンに変更された。このエンジンはジャガーのV8エンジンでは12年ぶりの完全新設計であり、過給機付エンジンはイートン製スーパーチャージャーを採用している。なお、508PS型は508PN型をベースとしており、85%の部品を共有している。ディーゼルエンジンについても3.0LのAJ-V6D GEN IIIエンジンに変更されたが、最高出力が240PSと275PSの2種類のスペックが用意され、後者は「ディーゼルS」と称される。
2012年12月より発売が開始された2013年モデルからはダウンサイジングコンセプトが導入され、LuxuryおよびPremium Luxuryに直列4気筒 2.0L ターボの204PT型およびV型6気筒 3.0L スーパーチャージャーの306PS型が用意された。
トランスミッションには全車マニュアルモード付6速ATが採用され、「ジャガードライブセレクター」と呼ばれるダイヤルおよびパドルシフトでの操作が行われる。2013年モデルからは電子制御8速ATが採用された。
ボディは鋼板製であり、エンジンフードにはアルミニウム合金が採用された。また、高炭素鋼やボロンスチールなども採用され、発売当時クラス最高の捩り剛性を実現した。
サスペンションはXKに採用されたものをベースとしており、ブレーキディスクもXKと共通のものが採用された。

### デザイン
エクステリアデザインは先に発表されていたコンセプトカーの「C-XF」をベースとしており、クーペ風のボディラインを採用することで、当時のジャガーの「古臭い」というブランドイメージの払拭と、顧客層の若年化とが図られている。デザインに際しては、ボンネットの位置を低くしながら衝突安全性も両立するために、衝突時にボンネットが持ち上がる「デプロイアブルボンネットシステム」が採用された。ボディサイズについても、先代とされるSタイプから全長、全高、全幅いずれも拡大されているが、ホイールベース長は不変となっている。
設計に際しては数値流体力学が用いられ、それによりジャガーの量産車としては最高のCd値0.29およびフロント・リアゼロリフトを達成している。
インテリアでは、エンジン始動とともにシフトセレクターが出現し、エアコンの吹き出し口が開くという演出がなされている。
デビューから約3年10ヶ月が経過した2011年4月のニューヨーク国際オートショーにおいて、初の大がかりな改良を施した2012年モデルが初公開された。フロントマスクは前照灯やグリル、バンパー、ボンネットなどのフロント周りのデザインを一新し、2009年の7月に登場した4代目XJを連想させるデザインとなった。インテリアも、前後シートやダッシュボードのデザインを変更。ダッシュボード中央には、7インチの新型ディスプレイを採用し、各種スイッチの操作性も引き上げられている。同年7月には、オーストラリアのオーストラリアン・インターナショナル・モーターショーでも公開された。

### ラインナップ
グレードは「ラグジュアリー」、「プレミアムラグジュアリー」、「ポートフォリオ」、「XFスーパーチャージド（SV8）」、「XFR」の5種類が用意される。なお発売時には「XFR」を除く4グレード展開で、「XFR」は2010年モデルから追加された。
最廉価グレードの「ラグジュアリー」には3.0L NA、4.2L NAおよびディーゼルエンジン搭載車が用意され、その上級グレードとなる「プレミアムラグジュアリー」には「ラグジュアリー」のエンジンラインアップに加え、5.0L NAエンジン搭載車も用意される。NAおよびディーゼルのラインアップとしては最上級グレードとなる「ポートフォリオ」には、3.0L NAおよび5.0L NA、3.0Lディーゼル搭載車のみが用意される。
XFスーパーチャージドは当初4.2L スーパーチャージャー付きエンジンを搭載し、一部市場では「SV8」として販売された。スーパーチャージャーエンジンの排気量が5.0Lに変更された後は、XFRに搭載されるものを最高出力470PSまでデチューンしたものが搭載され、「スーパーチャージド」として販売される。
最上級グレードとなる「XFR」には最高出力510PSを誇る5.0Lスーパーチャージャー付きエンジンが搭載される。エクステリアデザインも他のグレードとは差別化がなされており、専用のフロントマスク、エンジンフード、サイドスカートや4本出しマフラーなども採用されている。メカニズム面ではブレーキが強化され、20インチアルミニウムホイールが装着されている。
2012年12月より発売が開始された2013年モデルからは、グレードが2.0 Luxury、2.0 Premium Luxury、3.0 Premium Luxury、XFRの4つに整理された。

### 年表
- 2007年
  - 1月 - 北米国際オートショーで「C-XF」コンセプトが発表。
  - 9月 - フランクフルトモーターショーで発表。
  - 秋 - 欧州市場で販売開始[7]。
- 2008年5月16日 - 日本で販売開始。
- 2009年
  - 3月 - 2010年モデルの販売を開始。
  - 6月17日 - 日本で2010年モデルを販売開始。
- 2011年
  - 4月20日 - ニューヨーク国際オートショーで、フェイスリフトが施された2012年モデルが発表された[13]。
  - 11月5日 - 日本で2012年モデルの販売を開始。
- 2012年
  - 3月 - サロン・アンテルナショナル・ド・ロトでワゴン版の「スポーツブレーク」が発表された[14]。
  - 12月11日 - 日本で2013年モデルの販売を開始。
- 2013年
  - 3月6日 - サロン・アンテルナショナル・ド・ロトでXFR-Sが発表された。
  - 11月6日 - 日本で2.0Lモデルにアイドリングストップ機構が搭載された[15]。

### 受賞
C-XFコンセプト
- フリート・ワールド「エディター特別賞」

2007年
- オートカー オートカー・アワード「デザイン賞」

2008年
- What Car? カー・オブ・ザ・イヤー

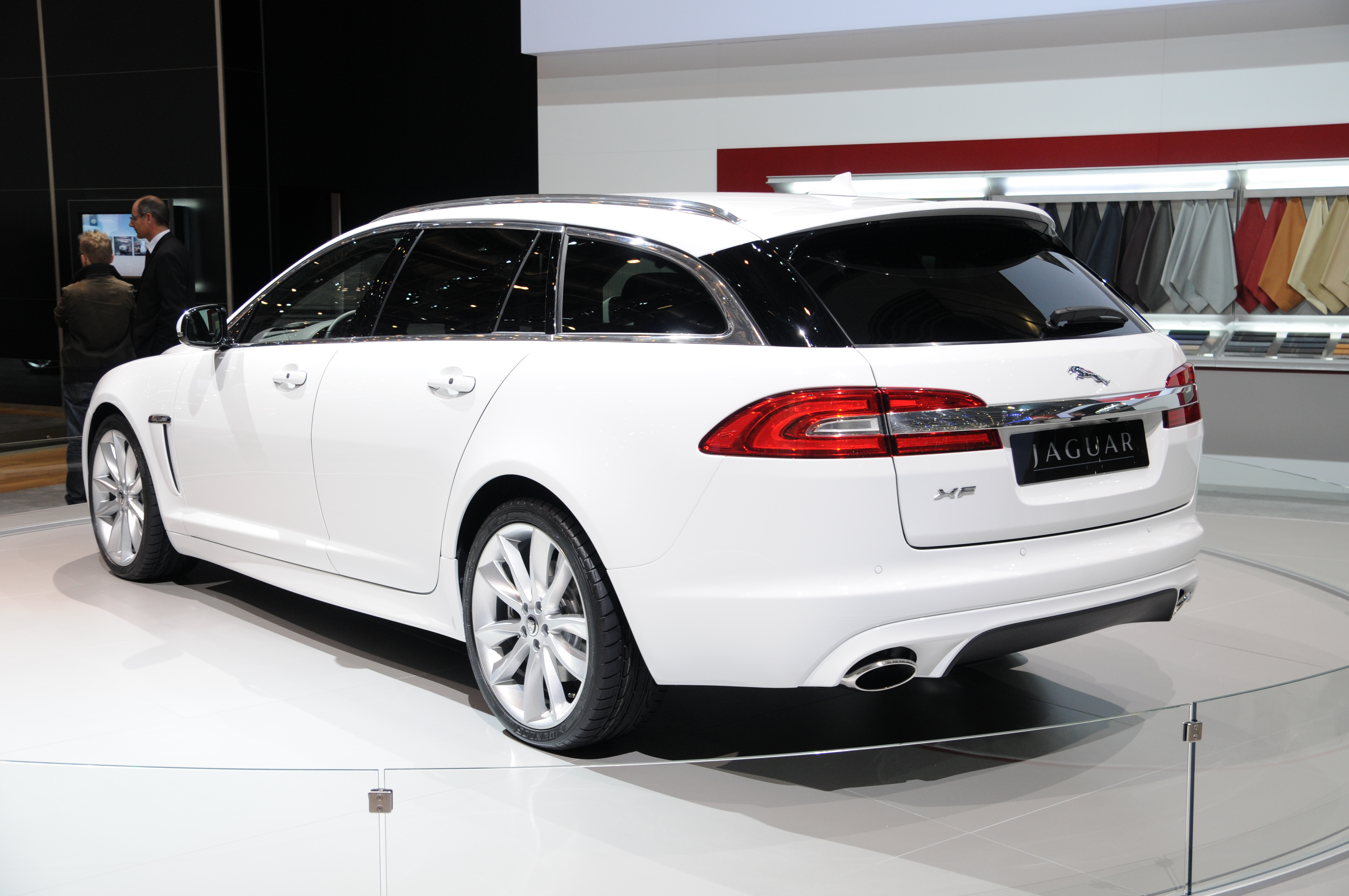
スポーツブレーク

  - 「カー・オブ・ザ・イヤー」
  - 「ベスト・エグゼクティブ・カー」
- What Diesel? カー・オブ・ザ・イヤー
  - 「カー・オブ・ザ・イヤー」
  - 「ベスト・エグゼクティブ・カー」

2009年
- What Car? カー・オブ・ザ・イヤー「ベスト・エグゼクティブ・カー」
- What Diesel? カー・オブ・ザ・イヤー「ベスト・エグゼクティブ・カー」
- Fleet World Honours「ベスト・エグゼクティブ・カー」

2010年
- What Car? カー・オブ・ザ・イヤー「ベスト・エグゼクティブ・カー」

- スポーツブレーク

## 2代目
エクステリアデザインは基本的にキープコンセプトだが、先代比で全長を10mm短く、全高を5mm低くする一方、ホイールベースを50mm延長して居住性を高めた。
今回は新規導入されたジャガー・XEとの共通アーキテクチャーとなっており、アルミニウムの使用比率をボディ全体の75%に引き上げた新開発のモノコック・ボディ構造を採用した結果、先代比で最大190kgの軽量化を実現すると同時に、ねじり剛性も最大28%向上させている。
エンジンは先代から更なるダウンサイジングが図られ、トップはV型6気筒直噴3.0Lのスーパーチャージャーとなる。メインにはその3.0Lが据えられる一方で、2.0L直噴ターボやXEにて搭載済の新開発2.0L直噴ディーゼルエンジン「INGENIUM」も用意される。
足回りに関してはフロントはダブルウィッシュボーン式を継承するものの、リヤはXEと同じインテグラルリンク式を新たに採用している。
ジャガーブランド初の装備として、アダプティブLEDヘッドライトを備える。
新たなる安全装備として、レンジローバーから転用された「オール・サーフェス・プログレス・コントロール（ASPC）」と名付けられたクルーズコントロールを搭載。機構的には4輪を独立して駆動力と制動力を制御するものである。
センタークラスターには10.2型モニターの「InControl Touch Pro」と呼ばれるスマートフォン感覚で操作できるインフォテイメントシステムを備えた。さらに、メーター内には12.3型のTFTインストルメント・クラスターを搭載し、ここでナビゲーションの一連の動作を確認できる。
2023年モデルでは、XEとXFに2.0L直列4気筒INGENIUMターボチャージド・ガソリンの最高出力を300psにまで引き上げたグレードの300スポーツP300を追加。

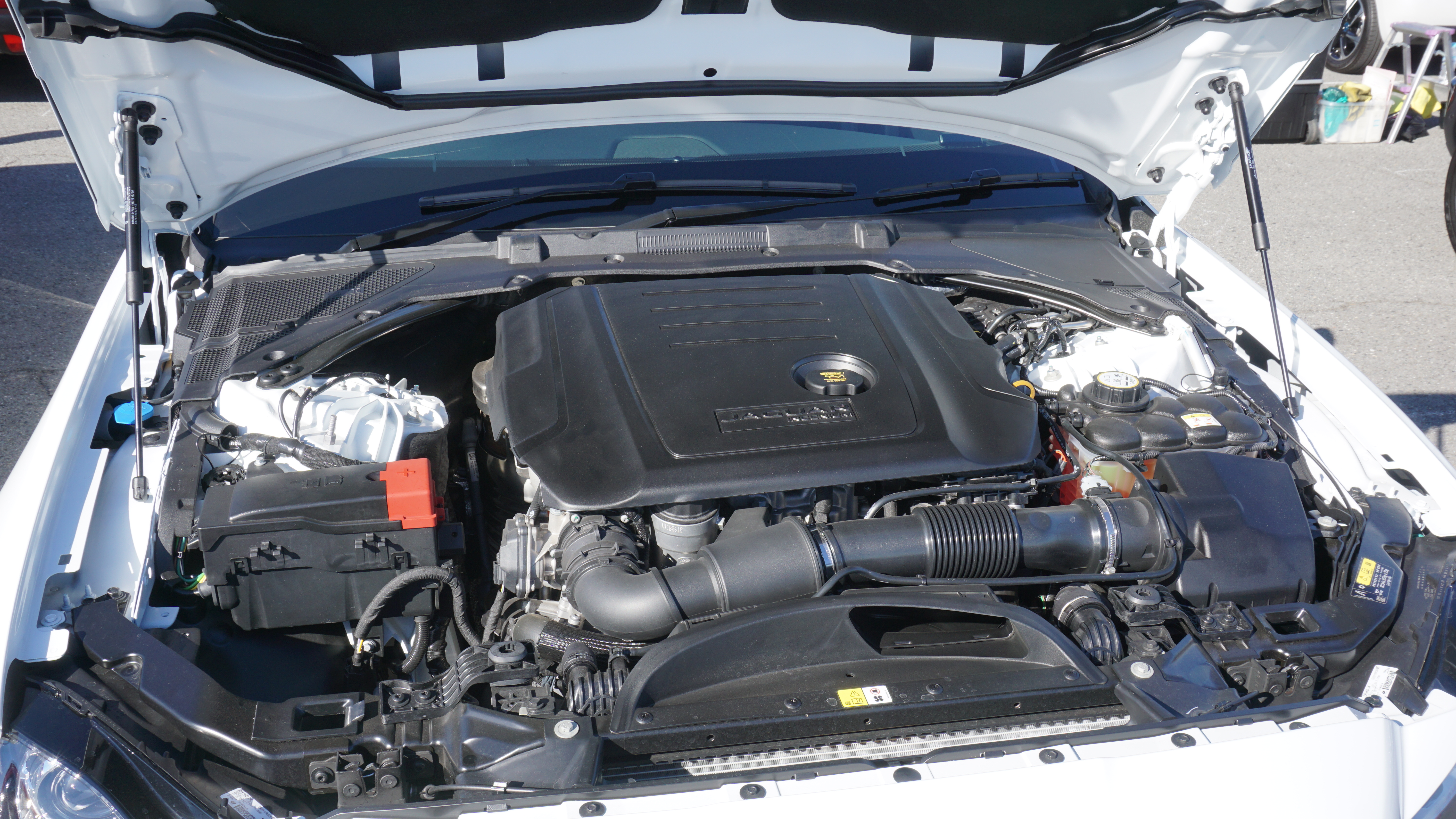
直列4気筒2.0L直噴ディーゼルエンジン